# Yoichi Kajiyama
Yoichi Kajiyama (梶山 洋一 Kajiyama Yōichi?,  nacido el 8 de septiembre de 1971 en Hiroshima) es un exfutbolista japonés. Jugaba de defensa y su último club fue el Vissel Kobe de Japón.

## Trayectoria

### Clubes
| Club        | País  | Año         |
| ----------- | ----- | ----------- |
| Vissel Kobe | Japón | ???? - 1997 |